# Knîșivka, Kozelșciîna
Knîșivka (în ucraineană Книшівка) este un sat în comuna Piskî din raionul Kozelșciîna, regiunea Poltava, Ucraina.

## Demografie
Componența lingvistică a localității Knîșivka
     Ucraineană (94,29%)
     Rusă (5,71%)
Conform recensământului din 2001, majoritatea populației localității Knîșivka era vorbitoare de ucraineană (94,29%), existând în minoritate și vorbitori de rusă (5,71%).